# Combinata nordica ai II Giochi olimpici giovanili invernali
Le gare di combinata nordica dei II Giochi olimpici giovanili invernali si sono svolte al Lysgårdsbakken di Lillehammer, in Norvegia dal 14 al 20 febbraio 2016.

## Podi
All'evento a squadre miste parteciperanno anche atleti dello sci di fondo.
| Evento               | Oro                                                                              | Tempo   | Argento                                                                                            | Tempo   | Bronzo                                                                         | Tempo   |
| Individuale maschile | Tim Kopp                                                                         | 13'31"4 | Ben Loomis                                                                                         | 13'36"4 | Ondřej Pažout                                                                  | 13'39"4 |
| Gara a squadre miste | Russia Sof'ja Tichonova Vitalii Ivanov Maksim Sergeev Maya Yakunina Igor Fedotov | 26'16"9 | Norvegia Anne Odine Stroem Einar Luraas Oftebro Marius Lindvik Martine Engebretsen Vebjoern Hegdal | 26'38"0 | Germania Agnes Reisch Tim Kopp Jonathan Siegel Anna-Maria Dietze Philipp Unger | 26'38"4 |